# Félicien Challaye
Félicien Robert Challaye, né le 1er novembre 1875 à Lyon et mort le 26 avril 1967 à Paris, est un philosophe et journaliste français, anticolonialiste et pacifiste.
Dreyfusard et rédacteur des Cahiers de la Quinzaine de Charles Péguy au début du XXe siècle, il se rallie au régime de Vichy pendant la Seconde Guerre mondiale.

## Biographie

### Origines familiale et formation
Né dans le 6e arrondissement de Lyon, il est le fils d’un comptable et d'une sous-directrice d'école primaire.
Il fait ses études secondaires au lycée Ampère et, après le baccalauréat, prépare avec succès le concours d'entrée à l’École normale supérieure où il est le condisciple de l’historien Albert Mathiez et de Charles Péguy. Il est reçu premier à l'agrégation de philosophie en 1897.
Il effectue ensuite son service militaire à Romans. Il est rappelé à l'ordre pour la lecture du journal L'Aurore, qui a publié le J'accuse…!  de Zola le 13 janvier 1898.

### Débuts (1898-1914)
Ultimes études
En octobre 1898, il est boursier d'étude en Allemagne, à l'Université de Berlin. Pendant les deux années suivantes, il consacre sa bourse universitaire (avec une allocation de la fondation Albert Kahn) à des enquêtes outre-mer : Inde, Java, Annam, Égypte, Japon, etc..
Enseignement
À partir de 1901, il enseigne au lycée de Laval, où il est un des fondateurs de l'université populaire dont il sera président. Il est muté ensuite à Evreux (1902-1903), puis enseigne au lycée Louis-le-Grand, au lycée Hoche à Versailles, au lycée Janson-de-Sailly, au lycée Charlemagne et au lycée Condorcet, où il termine sa carrière en 1937.
Journalisme
Très proche de Péguy, qui lui fait découvrir le socialisme, Challaye devient un ardent dreyfusard. En 1906, il publie un dossier explosif dans les Cahiers de la Quinzaine, « Le Congo français ». Il s’éloigne ensuite de son maître quand ce dernier rompt avec Jaurès.
Anticolonialisme
En 1905, Félicien Challaye est envoyé au Congo avec Pierre Savorgnan de Brazza par le ministre des Colonies pour enquêter sur l'affaire Gaud-Toqué révélée par la presse. En 1906 il publie — seul : Savorgnan étant décédé — ses notes de voyages dans la revue de Péguy Les Cahiers de la Quinzaine sous le titre « Le Congo français » (notes qu’il reprendra dans le volume Souvenirs sur la colonisation en 1935). En 1911, il signe un article intitulé « Politique internationale et journalisme d’affaire » dans la Revue du mois où il dénonce les agissements de la compagnie de la N'goko Sangha, société concessionnaire opérant au Congo et en Oubangui-Chari, actuelle République centrafricaine

### Première Guerre mondiale et entre-deux-guerres (1914-1939)
Mobilisé pendant la Première Guerre mondiale, il est favorable à l’Union sacrée. Il sert au Front comme caporal puis sergent au 109e régiment d'infanterie territoriale dès août 1914. Blessé au nez en juillet 1915, il reste un an en convalescence à l'arrière. En novembre 1915, il est partisan d’une paix qui donnerait partiellement satisfaction aux revendications de l’Allemagne, lui laisserait ses colonies, et même l’Alsace-Lorraine.
Après un court retour aux armées, il est ensuite placé en sursis d'appel et envoyé en mission de propagande au Japon d'octobre 1916 à mai 1919.

#### Anticolonialisme
Après le conflit, et à la suite de nouveaux voyages en Chine au Japon et en Indochine, Challaye participe activement au combat anticolonialiste au sein de la Ligue de défense des indigènes (qui deviendra en 1927 la Ligue contre l’impérialisme et l’oppression coloniale) et du Parti communiste français. En 1931, lors du congrès de la Ligue des droits de l’homme, Challaye dénonce l’hypocrisie du prétexte civilisateur de la colonisation défendu alors par une fraction de la Ligue. Il s’éloigne du Parti en 1935, tout en publiant la même année ses Souvenirs sur la colonisation.

#### Ultra-pacifisme
Membre du Comité de vigilance des intellectuels antifascistes, il condamne l’antisémitisme et le nazisme mais refuse toute idée de conflit avec l’Allemagne. Challaye rejoint alors la minorité ultra-pacifiste de la Ligue des droits de l’homme. Il écrit en 1933 : « Si douloureuse qu’elle puisse être, l’occupation étrangère serait un moindre mal que la guerre. » En 1933, il publie Pour une paix désarmée même en face de Hitler. Il préside également la Ligue internationale des combattants de la paix. Il se rend en Allemagne à l’automne 1938 et en revient persuadé de la volonté pacifiste des dirigeants allemands.

### Seconde Guerre mondiale
En décembre 1939, il est un moment incarcéré pour avoir signé le tract pacifiste de Louis Lecoin : Paix immédiate.
Après l'armistice et l'instauration du régime de Vichy, il se rapproche de Marcel Déat et de son parti collaborationniste RNP. Il reçoit Subhas Chandra Bose lors de son passage à Paris en mai 1942. Il écrit dans une revue de la gauche vichyste  L’Atelier animée par d’anciens militants, venus à la collaboration par pacifisme intégral. Il collabore également à Aujourd’hui, journal collaborationniste dirigé par Georges Suarez. Il publie encore dans Germinal. Cependant, il ne dénonça personne et ne fut pas longtemps inquiété à la Libération, perdant seulement son honorariat.

### Après-guerre (1945-1967)
Il soutient les mouvements indépendantistes algériens, tunisiens.
À partir de 1951, il participe avec Émile Bauchet, Robert Jospin et Paul Rassinier aux activités du Comité national de résistance à la guerre et à l'oppression (CNRGO, future Union pacifiste de France), notamment à son organe La Voie de la paix. Il meurt en 1967 suivi par son épouse Marguerite en 1970.

## Hommages
- Une rue de Tunis  porte son nom.

## Publications
- Au Japon et en Extrême-Orient, Japon moderne, Lafcadio Hearn, Conte japonais, Vladivostok, Journal d’un expulsé, Excursion au pays des Moÿs, de Batavia à Tosari, L’Inde, Quelques hommes et quelques villes, Paris, Armand Colin, 1905
- Les deux Congo. Devant la Belgique et devant la France, Paris, Cahiers de la Quinzaine, 1906 (avec la collaboration de Pierre Mille) [Comme Roger Casement, Mille et Challaye dénoncent le traitement infligé aux autochtones au Congo français (Brazzaville) et belge (Léopoldville)
- Le Congo français. La question internationale du Congo, Alcan, 1909
- Syndicalisme révolutionnaire et syndicalisme réformiste, Paris, Félix Alcan, 1909
- " Le Japon illustré ", Librairie Larousse, Paris, 1915
- Les Principes généraux de la science et de la morale, Nathan, 1919, (rééditions : 1928, 1934)
- Le Mouvement ouvrier au Japon, Librairie de l'Humanité, 1921
- La Chine et le Japon politiques, Paris, Félix Alcan, 1921
- Les principes généraux de la science et de la morale, Paris, Fernand Nathan, 1923
- Psychologie et métaphysique, Paris, Fernand Nathan, 1925
- Le Cœur japonais, Paris, Payot, 1927
- L’Art et la Beauté, Nathan, 1929
- Bergson, Paris, Mellottée, 1929
- Cours de droit privé et d’économie politique à l’usage des écoles primaires supérieures (avec Marguerite Reynier), Éditions Félix Alcan, 1929
- Contes et légendes du Japon, coll. « Contes et légendes de tous les pays », Nathan, 1931
- L'absurdité de la guerre, disque Ligue française de l'enseignement, 1931
- La dissertation philosophique, Paris, Fernand Nathan, 1932
- Le Christianisme et nous, Paris, Rieder, 1932
- Nietzsche. Les Philosophes, Paris, Éditions Mellottée, 1933, 1950
- Esthétique, Nathan, 1934
- Souvenirs sur la colonisation, Paris, Picart, 1935
- Jaurès, Les Philosophes, Paris, Mellottée,1936
- La Crise de la ligue des droits de l’homme, Imprimerie du Palais, Paris, 1937
- La formation du Socialisme, de Platon à Lénine, Paris, Félix Alcan, 1937
- Huit jours de septembre en Allemagne, extrait de La Grande Revue, imprimerie du Palais, Paris, octobre 1938
- La Chine, le Japon et les Puissances, Paris, Rieder, 1938
- La Logique des sentiments - Les passions - Les tendances (évolution, spiritualisation, socialisation), Avec L. Dugan, Éditions Félix Alcan, 1938
- Petite histoire des grandes religions, Paris, Presses universitaires de France, 1940
- L’Enfant et la morale, Presses universitaires de France, 1941
- Histoire de la propriété, Presses universitaires de France, 1941
- Petite histoire des grandes philosophies, Presses universitaires de France, 1941
- La Psychologie de l’Enfant, Paris, 1943
- Contes de l’Inde, Paris, Durel, 1946
- Le Fakir aux belles histoires, Paris, Durel,  1946
- Le Merveilleux Amour de Sîtâ et de Râma, Paris, Durel 1947
- Freud, Paris, Mellottée, 1948
- Contes et Légendes de l’Inde, coll. « Contes et légendes de tous les pays », Nathan, 1949 (sous le pseudonyme de Robert Fougère)
- Georges Dumartial. Sa vie, son œuvre, Paris, Lahure, 1950
- L'Étrange Chemin de la Paix, roman uchronique, Autographié chez l'auteur, 55, rue Lamarck, Paris XVIII, 1952
- La République de Platon : vue d'ensemble et traduction du livre VII, Paris, Lefebvre, 1952
- Péguy socialiste, Amiot-Dumont, 1954
- Les Philosophes de l’Inde, Paris, Presses universitaires de France, 1956